# Roberto Marcos Dovetta
Roberto Marcos Dovetta (Cañada de Gómez, Argentina, 24 de abril de 1988) es un futbolista argentino, juega de delantero en el Sassari Torres 1903 de la Serie D de Italia.

## Trayectoria
Su club de origen es el Sport Club Cañadense (Liga Cañadense de Fútbol). Empezó su carrera como jugador profesional en el Club Atlético Lanús, arrancó sus inferiores en 2003. En 2005 hasta junio de 2010 estuvo en plantel profesional donde jugó 5 partidos, convirtiéndole un gol a Newels Old Boys de Rosario. Gracias al club del sur fue Seleccionado juvenil sub-17 y sub 20 incluso participando como sparring del seleccionado mayor por 3 años, desde 2004 a 2007. A mediados del 2010 firma contrato con el CD Leganés (Segunda División B) de España, donde juego en calidad de cedido por el Club Atlético Progreso uruguayo. Luego pasa a préstamos por 6 meses a Unión de Mar del Plata (Argentino A). En junio del 2011 fue contratado por Brown de Adrogué (B Metropilotana) por el plazo de 1 año, al terminar su préstamo firmó contrato con Racing de Olavarria, (Argentino A). En enero de 2013 firma contrato por un año con el club chileno Curicó Unido (Primera B). En 2014 vuelve a su club de origen por 6 meses para más tarde pasar al Club Deportivo Libertad de la ciudad de Sunchales (Federal A). En 2015 firma para PSM Fútbol (Federal B). En junio de 2016 emigra a Guatemala y firma contrato por 6 meses con CSD Sacachispas (1.ª división) de la ciudad de Chiquimula.

## Clubes
| Club                   | País      | Año             |
| ---------------------- | --------- | --------------- |
| Lanús                  | Argentina | 2005 - 2009     |
| Ferro Carril Oeste     | Argentina | 2010            |
| Leganés                | España    | 2010            |
| Unión de Mar del Plata | Argentina | 2011            |
| Club Atlético Brown    | Argentina | 2011            |
| Racing de Olavarria    | Argentina | 2012            |
| Curicó Unido           | Chile     | 2013 - 2014     |
| Libertad               | Argentina | 2014            |
| PSM Futbol             | Argentina | 2015            |
| CSD Sacachispas        | Guatemala | 2016            |
| Sassari Torres 1903    | Italia    | 2017 - Presente |